# AGM-88飛彈

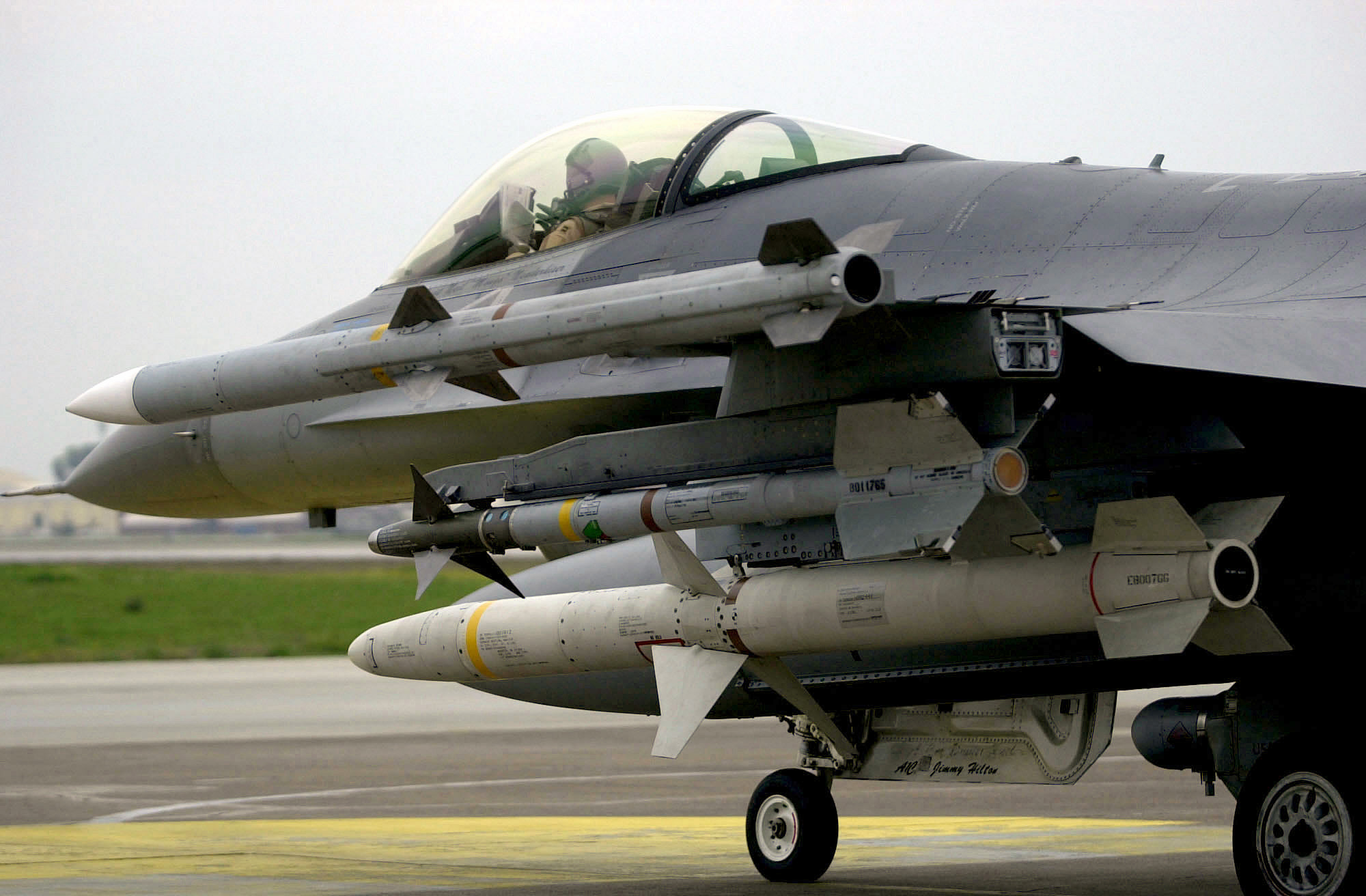
一架配屬在土耳其英瑟里克空軍基地、準備執行北方守望行動任務的美國空軍第23戰鬥機中隊F-16C戰鬥機。滿載的機翼上由上至下分別掛載了AIM-120、AIM-9與AGM-88三種用途不同的空射式飛彈。

AGM-88高速反輻射飛彈（AGM-88 High-speed anti-Radiation Missile，HARM）是美國現役的空對地反輻射飛彈，用以取代越戰時期的AGM-45「百舌鳥」（Shrike）與AGM-78標準反輻射飛彈（Standard ARM）。可以攜帶哈姆飛彈的機種，包括F-16戰隼戰鬥機、A-7海盜二式攻擊機、A-6入侵者式攻擊機、F/A-18黃蜂式戰鬥攻擊機、EA-6徘徊者式電子作戰機、米格-29戰鬥機、苏-27战斗机等。理論上F-14也可使用此型飛彈，但直到該機種退役為止，都未曾實際配備過此型飛彈。

## 歷史
美國介入越戰之後，北越在蘇聯支援下迅速建立一支相當現代化的地面防空系統，其中又以SA-2飛彈為主力防空武器。美軍為了對抗防空飛彈系統誕生了新的戰術任務：對敵防空壓制任務，執行該任務的則稱作野鼬機種。
野鼬機的主力武器為百舌鳥與標準反輻射飛彈，初期的反輻射飛彈雖然有效，但是皆為被動導引，需要讓野鼬機持續被敵軍雷達鎖定獲得目標資訊，不只是執行任務的戰機處於高風險，在敵對一方察覺野鼬機的意圖時如關機撤收，野鼬機的任務便會失敗。因此美軍在越戰中，開始反映需要一種自備反輻射尋標器的新型飛彈。美國海軍在1969年向中國湖海軍武器中心提出研究案，希望提供一種具有自備反輻射尋標器的新型飛彈，減少敵軍防空飛彈指揮官反應速度，提高獵殺成功率。
1970年，該研究案代號變更為ZAGM-88A。但是計劃因為需求過於先進，進度進展不大；直到1974年5月，美國海軍正式選擇了德州儀器（其武器生產部門已經被雷神公司收购）作為開發商，1975年AGM-88A完成，但是其反輻射尋標器測試時發生無法辨識雷達波方向的缺陷，相關改良直到1980年初才大致解決。1981年AGM-88A開始量產，1983年開始交付給美國海軍，並於1983年3月進入全速量產階段，在1983年底在A-7E攻擊機上完成全面戰備狀態驗收。1985年底，AGM-88A佈署在美利堅號航空母艦，由美國海軍第46艦載攻擊機中隊運用。隨後美國空軍的F-4G野鼬機也開始導入同型飛彈。
AGM-88的首次實戰在1986年美國空襲利比亞，由第131艦載電戰機中隊操作的EA-6B搭載AGM-88A對抗利比亞的S-200飛彈；在1991年沙漠風暴行動中，AGM-88大量運用在拔除伊拉克陸軍的防空武器，因此聲名大噪。

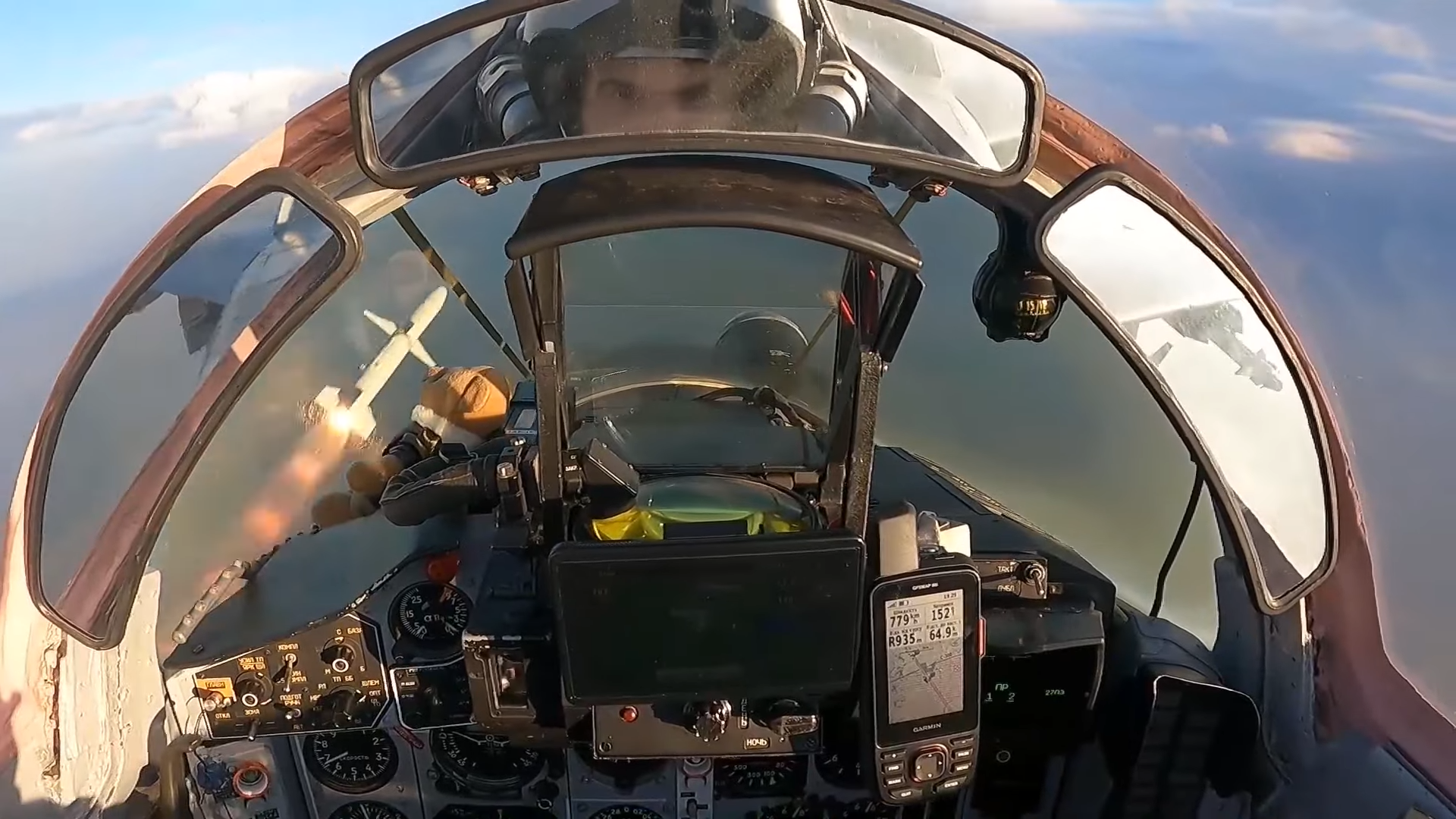
烏克蘭空軍MiG-29飛行員發射AGM-88 HARM

在2022年俄羅斯入侵烏克蘭期間，乌克兰空军使用经改造发射AGM-88 HARM反辐射导弹的MiG-29和Su-27战机进行壓制敵方防空任務打击俄军防空部队。

## 各種版本
- AGM-88A：

AGM-88初期生產型
- AGM-88B
- AGM-88C
- AGM-88D
- AGM-88E AARGM

目前最新的AGM-88E 先進反輻射導引飛彈 (Advanced Anti-Radiation Guided Missile, AARGM) 使用了最新的軟體、頻率覆蓋範圍更大的數位式反輻射自動搜尋傳感器、全球定位/慣性導航飛彈導引和主動毫米波雷達末導引組成的多模複合飛彈導引技術。
AARGM 由美國國防部和義大利國防部共同投資研發，交由軌道ATK公司（Orbital ATK）生產。2012年8月美國海軍簽訂第一批全速生產訂單，將於2013年提供72枚給美國海軍、9枚給義大利空軍。美國海軍陸戰隊的F/A-18將是第一批裝備的機種。
2013年9月已累計交付到第100枚給美國海軍，預計2014年9月能夠達到完全作戰能力。
整合 AARGM 系統的機種包括：F/A-18C/D、F/A-18E/F、EA-18G、龍捲風 ECR和F-35。
- AGM-88F HCSM

美國海軍雖然選擇軌道ATK公司研發新型HARM，但競標失敗的雷神仍自費完成了雷神版本的AARGM研發，稱為AGM-88F 高速反輻射飛彈控制系統現代化（HARM Control Section Modification, HCSM）。AGM-88F已經在2015年8月19日完成測試，雷神公司計畫在外銷項目中推銷該版本飛彈，但目前美國政府尚未允許該型飛彈外銷。
- AGM-88G AARGM-ER

2018年1月，美國海軍批准軌道ATK公司開發AGM-88G AARGM射程延長型（Extended Range，ER）。美國空軍後來宣佈加入AARGM-ER項目，並將其整合至F-35A/C戰機內部彈倉；由於彈倉空間問題，F-35B並不能內掛AGM-88G。
- HDAM

- HSAD

實驗型號，高速反輻射演示（High-Speed Anti-Radiation Demonstration）項目。AARGM飛彈更換推進段，換用Aerojet MARC-290可變流量導管火箭（variable-flow ducted rocket，VFDR）沖壓發動機。該實驗由美國海軍高速反輻射飛彈辦公室（PMA-242）、ATK、美國空軍推進實驗理事會共同出資，從2002年獲得研發經費，Aerojet運用42個月時間製造3具原型發動機與控制系統，發動機可持續運轉850秒，並讓AARGM獲得3馬赫以上的速度，運用VFDR的AARGM計畫射程為150公里以上，HSAD在2006年首次試俥，2008年1月9日、8月15日在白沙飛彈靶場由QF-4靶機完成試射，目前計畫已結案。

## 使用國家及使用機種

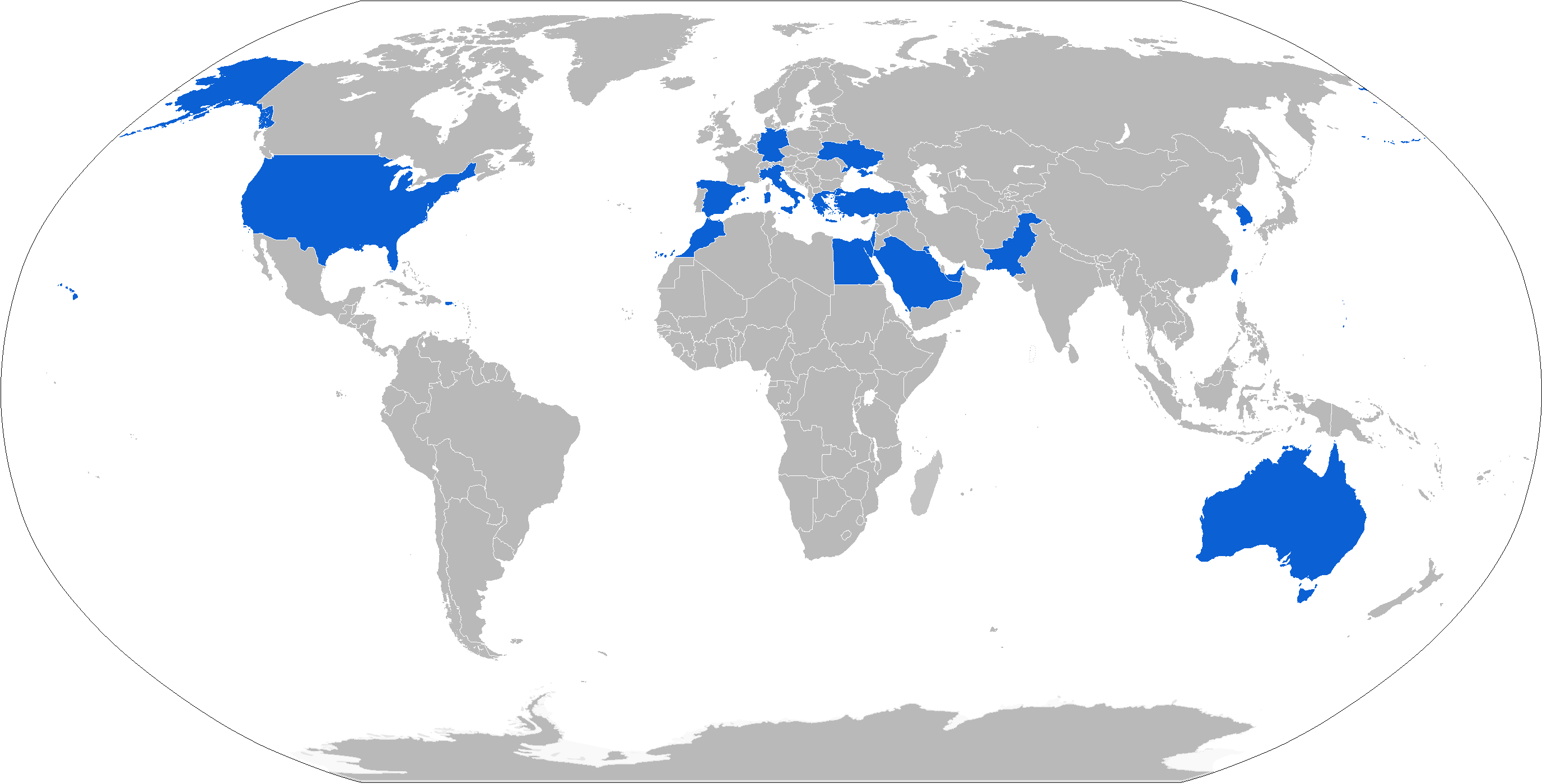
AGM-88 使用國

- 美国：F-16戰隼戰鬥機、F/A-18黃蜂式戰鬥攻擊機、EA-18G咆哮者電子作戰機
- ：70枚AGM-88B、40枚AGM-88E，使用於EA-18G上。
- 德国：1987年訂購1000枚，使用於龍捲風戰鬥轟炸機上。
- 希腊：1996年訂購84枚，使用於F-16上。
- 義大利：1991年訂購，使用於颱風戰鬥機上。
- 西班牙：預計使用於F/A-18黃蜂式戰鬥攻擊機上。
- 大韓民國：使用於KF-16战斗机，F-15K战斗机上。
- 土耳其：F-4 II
- 阿联酋：2000年訂購150枚，使用於F-16戰隼戰鬥機上。
- 中華民國：2017年訂購50枚改良型AGM-88B HARM，可使用於F-16V（F16AM/BM Block 20），2022年底證實已提早交付[11][12][13]。2023年訂購100枚改良型AGM-88B HARM[14]。
- 科威特
- 摩洛哥
- 沙烏地阿拉伯：F-15鷹式戰鬥機
- 乌克兰：使用於米格-29戰鬥機以及苏-27战斗机上。[15]

## 外部連結
- US Navy Fact file - AGM-88 HARM Missile（页面存档备份，存于）
- US Air Force Factsheets - AGM-88 HARM